# Víu de Linás
Viu de Linás es una pequeña localidad del norte de la provincia de Huesca (España) perteneciente al municipio de Torla-Ordesa, en la comarca del Sobrarbe,
situada en una planicie a 1243 metros de altitud, a escasos kilómetros del Parque Nacional de Ordesa y Monte Perdido.
Tiene una población de 16 habitantes.
- Datos: Q5947299